# Princesa Isabel
Princesa Isabel là một đô thị thuộc bang Paraíba, Brasil. Đô thị này có diện tích 368,067 km², dân số năm 2007 là 19148 người, mật độ 52 người/km².